# 塔曼峰

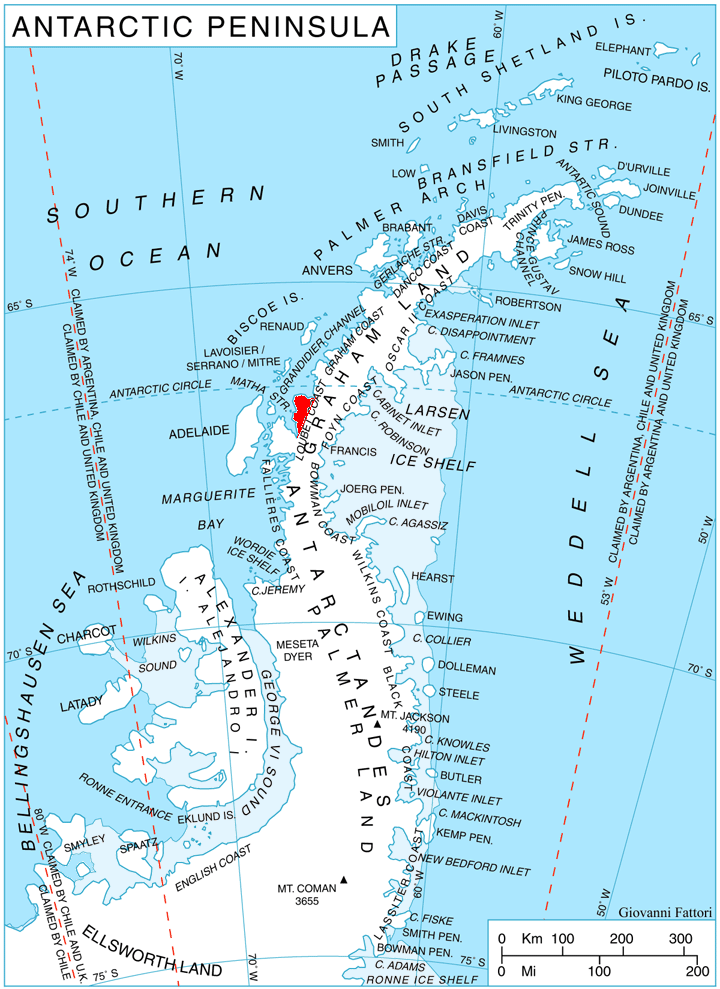

塔曼峰（英語：Tammann Peaks），是南極洲的山峰，位於葛拉漢地西岸的盧貝海岸，位处奧福德崖東南面7公里，根據英國探險隊拍攝的空中照片繪入地圖，現時由南極條約體系管理。